# Campeonato Asiático de Atletismo de 2023 - Revezamento 4x100 m masculino
A prova dos 4 x 100 metros estafetas masculino do Campeonato Asiático de Atletismo de 2023 foi disputada no dia 12 de julho de 2023, no Estádio Nacional, em Banguecoque, na Tailândia.

## Recordes
Antes desta competição, os recordes mundiais e do campeonato nesta prova eram os seguintes:
|                       | Nome                                                                  | Nacionalidade | Tempo  | Local   | Data                 |
| --------------------- | --------------------------------------------------------------------- | ------------- | ------ | ------- | -------------------- |
| Recorde mundial       | Nesta Carter, Michael Frater Yohan Blake, Usain Bolt                  | Jamaica       | 36s 84 | Londres | 11 de agosto de 2012 |
| Recorde do campeonato | Sowan Ruttanapon, Bandit Chuangchai Jirapong Meenapra, Siripol Punpa  | Tailândia     | 38s 72 | Catar   | 22 de abril de 2019  |
| Recorde asiático      | Shuhei Tada, Kirara Shiraishi Yoshihide Kiryu, Abdul Hakim Sani Brown | Japão         | 37s 43 | Doha    | 5 de outubro de 2019 |

Os seguintes recordes foram estabelecidos durante esta competição:
| Data        | Evento | Atletas                                                              | Nacionalidade | Tempo  | Notas                 |
| ----------- | ------ | -------------------------------------------------------------------- | ------------- | ------ | --------------------- |
| 13 de julho | Final  | Natawat Imaudom, Soraoat Dabbang Chayut Khongprasit, Puripol Boonson | Tailândia     | 38s 55 | Recorde do campeonato |

## Medalhistas
| Ouro                                                                                 | Prata                                                           | Bronze                                                            |
| Tailândia · Natawat Imaudom · Soraoat Dabbang · Chayut Khongprasit · Puripol Boonson | China · Wu Zhiqiang · Xie Zhenye · Chen Jiapeng · Chen Guanfeng | Coreia do Sul Lee Shim-on Ko Seung-hwan Shin Min-kyu Park Won-jin |

## Cronograma
Todos os horários são locais (UTC+7)
| Data        | Hora  | Evento  |
| ----------- | ----- | ------- |
| 12 de julho | 10:55 | Bateria |
| 12 de julho | 18:50 | Final   |

## Resultados

### Bateria
Qualificação: 3 atletas de cada bateria  (Q) mais os  2 melhores qualificados (q).
| Posição | Bateria | Nacionalidade  | Atletas                                                                                           | Tempo | Notas |
| ------- | ------- | -------------- | ------------------------------------------------------------------------------------------------- | ----- | ----- |
| 1       | 1       | Tailândia      | Natawat Imaudom, Soraoat Dabbang, Chayut Khongprasit, Puripol Boonson                             | 38.66 | Q     |
| 2       | 2       | China          | Wu Zhiqiang, Xie Zhenye, Chen Jiapeng, Chen Guanfeng                                              | 39.12 | Q     |
| 3       | 1       | Malásia        | Khairul Hafiz Jantan, Jonathan Nyepa, Mohammad Thafiq Hisham, Muhd Azeem Fahmi                    | 39.20 | Q     |
| 4       | 2       | Coreia do Sul  | Lee Shim-on, Ko Seung-hwan, Shin Min-kyu, Park Won-jin                                            | 39.33 | Q     |
| 5       | 2       | Taipé Chinesa  | Wei Tai-sheng, Chen Wen-pu, Yang Chun-han, Wang Wei-hsu                                           | 39.43 | Q     |
| 6       | 2       | Omã            | Mohammed Hamdan Said, Ahmed Mubarak Saleh Al-Saadi, Hussain Mohsen Al-Farisi, Som Bahadur         | 39.48 | q     |
| 7       | 2       | Arábia Saudita | Mohammed Dawood Abdullah, Fahad Mohamed Al-Subaie, Mahmoud Hafiz Ibrahim, Abdullah Abkar Mohammed | 39.50 | q     |
| 8       | 1       | Singapura      | Calvin Quek, Joshua Chua Hanwei, Mark Lee, Marc Brian Louis                                       | 39.62 | Q     |
| 9       | 1       | Hong Kong      | Yat Lok Chan, Lee Hong Kit, Ho Wai Lun, Ng Ka Fung                                                | 39.66 |       |
| 10      | 1       | Indonésia      | Wahyu Setiawan, Bayu Kerta Negara, Rico Adith, Hadi Sudirman                                      | 39.90 |       |
| 11      | 1       | Laos           | Siphasouk Botvilaithong, Sorsy Phompakdy, Khanmalaiphone Bounyaveun, Xaidavahn Vongsavanh         | 41.24 |       |
| 12      | 2       | Maldivas       | Ismail Rasheed, Hussain Fazeel, Wan Muhammad Nazri, Ibrahim Nahil Nizar                           | 42.97 |       |

### Final
A final ocorreu no dia 12 de julho às 18:50.
| Posição           | Raia | Nacionalidade  | Atletas                                                                                          | Tempo | Notas            |
| ----------------- | ---- | -------------- | ------------------------------------------------------------------------------------------------ | ----- | ---------------- |
| Medalha de ouro   | 5    | Tailândia      | Natawat Imaudom, Soraoat Dabbang Chayut Khongprasit, Puripol Boonson                             | 38.55 | ,                |
| Medalha de prata  | 3    | China          | Wu Zhiqiang, Xie Zhenye, Chen Jiapeng, Chen Guanfeng                                             | 38.87 |                  |
| Medalha de bronze | 6    | Coreia do Sul  | Lee Shim-on, Ko Seung-hwan, Shin Min-kyu, Park Won-jin                                           | 38.99 |                  |
| 4                 | 2    | Arábia Saudita | Mohammed Dawood Abdullah, Fahad Mohamed Al-Subaie Mahmoud Hafiz Ibrahim, Abdullah Abkar Mohammed | 39.12 |                  |
| 5                 | 1    | Omã            | Rashid Al-Aasmi, Barakat Al-Harthi Mohamed Obaid Al-Saadi, Khaled Saleh Al-Ghailani              | 39.17 | Recorde nacional |
| 6                 | 4    | Malásia        | Khairul Hafiz Jantan, Jonathan Nyepa Mohammad Thafiq Hisham, Muhd Azeem Fahmi                    | 39.17 |                  |
| 7                 | 8    | Singapura      | Calvin Quek, Joshua Chua Hanwei, Mark Lee, Marc Brian Louis                                      | 39.32 |                  |
| 8                 | 7    | Taipé Chinesa  | Wei Tai-sheng, Chen Wen-pu, Yang Chun-han, Wang Wei-hsu                                          | 48.96 |                  |

Legenda
| Recorde mundial       | Recorde mundial (World record)               |                       | Recorde africano                      | Recorde africano (African) |                                           | Q | Classificado por posição (Qualified) |
| Recorde do campeonato | Recorde do campeonato (Championship record)  | Recorde da América    | Recorde da América (Americas)         | q                          | Classificado por melhor tempo (Qualified) |   |                                      |
| Melhor marca do ano   | Melhor marca do ano (World leading)          | Recorde asiático      | Recorde asiático (Asian)              | DNS                        | Não largou (Did not start)                |   |                                      |
| Recorde nacional      | Recorde nacional (National record)           | Recorde europeu       | Recorde europeu (European)            | DNF                        | Não terminou (Did not finish)             |   |                                      |
| Recorde pessoal       | Recorde pessoal do atleta (Personal best)    | Recorde da Oceania    | Recorde da Oceania (Oceania)          | DSQ / DQ                   | Desclassificado (Disqualified)            |   |                                      |
| Recorde da temporada  | Recorde da temporada do atleta (Season best) | Recorde sul-americano | Recorde sul-americano (South America) | NM                         | Sem marca (No mark)                       |   |                                      |